# Paralaxita damajanti
Paralaxita damajanti är en fjärilsart som beskrevs av Felder 1860. Paralaxita damajanti ingår i släktet Paralaxita och familjen Riodinidae. IUCN kategoriserar arten globalt som livskraftig. Inga underarter finns listade i Catalogue of Life.